# Веселий (Приморський край)
Веселий (рос. Весёлый) — селище у Анучинському районі Приморському краю Російської Федерації.
Муніципальне утворення — Анучинський муніципальний округ. Населення становить 40 осіб.

## Історія
Згідно із законом від 6 грудня 2004 року № 177-КЗ у 2004—2019 роках муніципальним утворенням було Виноградівське сільське поселення.

## Населення
| 2002 | 2010 |
| ---- | ---- |
| 122  | ↘40  |